# 리틀 시저
《리틀 시저》(영어: Little Caesar)는 1931년 개봉한 미국의 범죄 영화이다. 머빈 르로이가 감독을 맡았으며, W. R. 버넷의 동명 소설이 영화의 원작이다. 2000년 미국 국립영화등기부에 등재되었다.

## 출연

### 주연
- 에드워드 G. 로빈슨
- 더글러스 페어뱅스 주니어
- 글렌다 패럴

### 조연
- 윌리엄 콜리어 주니어
- 시드니 블래크머
- 랠프 아인스
- 토머스 E. 잭슨
- 스탠리 필스
- 모리스 블랙
- 조지 E. 스톤
- 아만드 캘리즈

## 기타
- 원작자: W.R. 버넷
- 미술: 앤턴 그롯
- 의상: 얼 뤽